# Лихачёв, Гавриил Александрович
Гавриил Александрович Лихачёв (25 марта 1856, Москва — 15 июля 1924, Панчево) — русский военачальник, генерал-лейтенант. Участник русско-японской, Первой мировой и гражданской войн.

## Биография
Родился 25 марта 1856 года в Москве, православный. Образование получил в Калужской классической гимназии которую окончил в 1874 году. Окончил Московское пехотное юнкерское училище в 1878 году, откуда был выпущен прапорщиком в Петербургский местный батальон.
Чины: подпоручик (1879), поручик (1881), штабс-капитан (1885), капитан (за отличие, 1893), подполковник (1899), полковник (за отличие, 1905), генерал-майор (1914), генерал-лейтенант (1916).
Участник русско-японской войны (был ранен) в рядах 5-го пехотного Сибирского Иркутского полка.
24 марта 1910 года назначен командиром 51-го пехотного Литовского полка, с которым вступил в Первую мировую войну. В ноябре 1915 года командовал бригадой 13-й пехотной дивизии.
Награждён 3 ноября 1915 года орденом Святого Георгия 3-й степени "За то, что в боях 15-го Февраля 1915 года у с. Балигрода, будучи начальником важнейшего боевого участка позиции — высот 817 и 810, прилегающей к шоссе — кратчайшему направлению от Балигрода к Перемышлю и, находясь под сильным и действительным огнем, благодаря своей спокойной распорядительности и искусному управлению, отбил ряд яростных атак превосходных сил противника в течение всего 15-го и ночи 16-го Февраля, умело направив подошедшую на поддержку бригаду 10-й кавалерийской дивизии и этим предотвратил прорыв двух дивизий противника в важнейшем в стратегическом отношении направлении" (3.11.1915).
Начальник Саратовской пехотной бригады с 1 мая 1916 года. На 21.10.1916 (и 15.03.1917) — командующий 122-й пехотной дивизией.
В 1917 году — начальник 1-й гвардейской пехотной дивизии (сменил генерала Н. Н. Игнатьева).
После Октябрьской революции во время Гражданской войны — в Добровольческой армии и ВСЮР. С 3.01.1919 и на 22.01.1919 в резерве чинов при штабе ГУ ВСЮР, затем в резерве чинов при штабе Добровольческой армии. 17.10.1919-21.11.1919 начальник гарнизона Харькова.
В эмиграции в Югославии. Умер в госпитале в Панчево под Белградом 15 июля 1924 года.

## Награды
- Орден Святого Станислава 2-й ст. (1904);
- Орден Святого Георгия 4-й ст. (ВП 30.07.1906);
- Орден Святой Анны 2-й ст. (1909);
- Орден Святого Владимира 3-й ст. (1909);
- Георгиевское оружие (ВП 11.10.1914);
- мечи к ордену Святого Владимира 3-й ст. (ВП 19.11.1914);
- Орден Святой Анны 1-й ст. с мечами (25.06.1915);
- Орден Святого Георгия 3-й ст. (ВП 03.11.1915);
- Орден Святого Владимира 2-й ст. с мечами (24.08.1917).